# 錢慧安

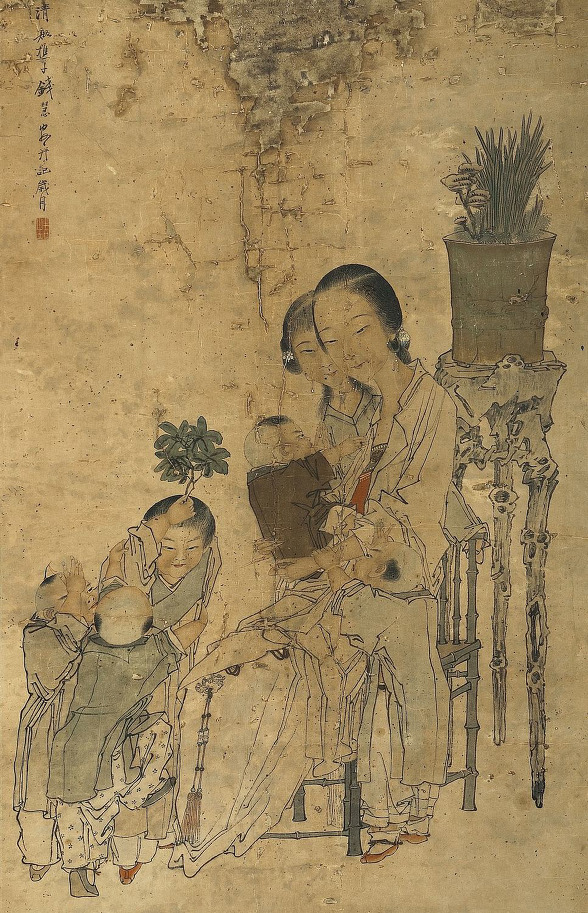
钱慧安《五子图》

錢慧安（1833年—1911年），初名貴昌，字吉生，號清溪樵子。寶山（今屬上海）人，中国画家。
生於道光癸巳（1833年）年，以人物仕女為專長，畫風受陳洪綬、黃慎、費丹旭等人影響，又能突破傳統人物畫“名隨意立”的局限，亦作花卉和山水，於上海邑廟一帶賣畫自給。宣統元年（1909年），高邕、楊逸、吳昌碩、王一亭等在“得月樓”發起成立豫園書畫善會，被推舉為會長，從其習畫者眾，《海上墨林》說他“錢公門下極盛”，其中以沉心海、徐小倉、謝閒鷗等皆負名於時。張鳴珂在《寒松閣談藝瑣錄·卷六》中說：“當時的上海，自海禁一開，貿易之盛，無過上海一隅。而以硯田為生者，亦皆于而來，僑居買畫，公壽、伯年最為傑出。其次畫人物則湖州錢慧安……皆名重一時；流傳最盛。”著有 《清溪画谱》。